# ナタリア・コロステロワ
ナタリア・コロステロワ（Natalya Sergeyevna Korostelyova、ロシア語: Ната́лья Сергеевна Коростелёва、1981年10月4日 - ）は、ソビエト連邦、ペルミ州（現在のロシア、ペルミ地方）ペルミ出身のクロスカントリースキー選手。

## プロフィール
コロステロワ（旧姓モリロワ）は2002年10月26日にクロスカントリースキー・ワールドカップにデビュー、スプリント13位となった。
2003年ノルディックスキー世界選手権では10km15位、4×5kmリレーでは銅メダルを獲得した。
2010年バンクーバーオリンピックに出場しイリーナ・カゾワと組んだ団体スプリントで銅メダルを獲得した。
弟のニコライ・モリロフもクロスカントリースキー選手で、2010年バンクーバーオリンピック男子団体スプリント銅メダルリスト。夫は元バイアスロン選手のパヴェル・コロステロフ。